# Benicio del Toro
Benicio Monserrate Rafael del Toro Sánchez (sinh ngày 19 tháng 2 năm 1967) là một nam diễn viên người Puerto Rico. Ông tùng thắng các giải Oscar, BAFTA, Quả cầu vàng và SAG cho vai Javier Rodriguez trong phim điện ảnh Traffic (2000).

## Thời thơ ấu
Del Toro sinh ra tại San Germán, Puerto Rico, ông là con trai của Gustavo Adolfo del Toro Bermúdez và Fausta Genoveva Sánchez Rivera.

## Danh sách phim

### Truyền hình
| Năm  | Tên                           | Vai                  | Ghi chú                       |
| ---- | ----------------------------- | -------------------- | ----------------------------- |
| 1987 | Shell Game                    | Pedroza              | Tập: "The Upstairs Gardener"  |
| 1987 | Miami Vice                    | Pito                 | Tập: "Everybody's in Showbiz" |
| 1987 | Private Eye                   |                      | Tập: "Blue Movie"             |
| 1990 | Drug Wars: The Camarena Story | Rafael Caro Quintero |                               |
| 1994 | Tales from the Crypt          | Bill                 | Tập: "The Bribe"              |
| 1995 | Fallen Angels                 | Paco                 | Tập: "Good Housekeeping"      |
| 2008 | Todos Contra Juan             | (Chính mình)         | Tập: "Juan & La Critica"      |
| 2018 | Escape at Dannemora           | Richard Matt         |                               |